# 猪股慧士
猪股 慧士（いのまた さとし、12月24日 - ）は、日本の男性声優。福岡県出身。アイムエンタープライズ所属。

## 略歴
日本ナレーション演技研究所出身。

## 人物
趣味は、ボウリング、カラオケ。特技は、野球、ものまね。資格は、弓道2段、毛筆6段、硬筆3段を持っている。

## 出演
太字はメインキャラクター。

### テレビアニメ
2014年
- 大図書館の羊飼い（教師D、報道部）

2015年
- 青春×機関銃（プレーヤーたち）- 特別編

2016年
- タブー・タトゥー（男子生徒A）
- ドリフターズ（エルフ、オルテ兵）

2017年
- ツインエンジェルBREAK（アリ戦闘員）
- 魔法陣グルグル（魔王歌唱）
- ナイツ&マジック（ユンフ）
- サクラダリセット（管理局員A）
- 僕の彼女がマジメ過ぎるしょびっちな件（ひろくん）

2018年
- パズドラクロス（ドミニオン龍喚士）
- citrus（男性）
- ハクメイとミコチ（石貫會メンバー）
- ゴールデンカムイ（兵士達）
- こみっくがーるず（男性）
- PERSONA5 the Animation（ツカサ）
- Free!-Dive to the Future-（涼木亮太、五十嵐瑛太）
- ゆらぎ荘の幽奈さん（生徒）
- ソードアート・オンライン アリシゼーション（村民）
- ツルネ シリーズ（2018年 - 2023年、男子生徒、湯島、男の人、学生、部員 他） - 2シリーズ

2019年
- かぐや様は告らせたい〜天才たちの恋愛頭脳戦〜（2019年 - 2020年、店員、男子生徒） - 2シリーズ
- マナリアフレンズ（生徒A）
- なむあみだ仏っ!-蓮台 UTENA-（男性）
- KING OF PRISM -Shiny Seven Stars-（天下右京）
- 手品先輩（生徒）
- あんさんぶるスターズ!（男子生徒）
- 魔王様、リトライ!（サタニスト、サタニストA）
- トライナイツ（ラグビー部員）
- 炎炎ノ消防隊（2019年 - 2025年、第5隊員、軍人） - 2シリーズ
- 魔入りました!入間くん（生徒B）

2020年
- 理系が恋に落ちたので証明してみた。（不良B）
- 異種族レビュアーズ（農夫A）
- 白猫プロジェクト ZERO CHRONICLE（兵士A）
- 転生したらスライムだった件（2020年 - 2024年、騎士A、ゴメス） - 2シリーズ

2021年
- 2.43 清陰高校男子バレー部（観客）
- フルーツバスケット（卒業生）
- 蜘蛛ですが、なにか?（津島大）
- 86-エイティシックス-（男性）
- 境界戦機（2021年 - 2022年、オセアニア軍兵士、北米軍兵士） - 2シリーズ
- 無職転生 〜異世界行ったら本気だす〜（ハーケンディール、冒険者B）

2022年
- ハコヅメ〜交番女子の逆襲〜（警察犬係）
- からかい上手の高木さん3（男性A）
- 薔薇王の葬列（ヨーク兵士B）
- ドラえもん（テレビ朝日版第2期）（2022年 - 2025年、警官、男性客、本）
- 恋は世界征服のあとで（大吾の父）
- カッコウの許嫁（遊園地客A）
- 陰の実力者になりたくて!（2022年 - 2023年、騎士、市民、貴族） - 2シリーズ
- VAZZROCK THE ANIMATION（刺客A）

2023年
- 機動戦士ガンダム 水星の魔女（ドミニコスのパイロット）
- シュガーアップル・フェアリーテイル（青年、職人）
- 氷属性男子とクールな同僚女子（取引先社員A）
- カードファイト!! ヴァンガード will+Dress（研究員）
- 江戸前エルフ（業者男性A）
- ホリミヤ -piece-（男子生徒C）
- 彼女、お借りします（2023年 - 2025年、教授、通行人、カメラマン、雄大） - 2シリーズ
- 贄姫と獣の王（オズマルゴ兵B、選別隊隊員）
- ゾン100〜ゾンビになるまでにしたい100のこと〜（コスギーズB）
- はたらく魔王さま!!（兵士、八巾兵、天兵連隊）
- でこぼこ魔女の親子事情（パーナン、羞恥のロス、イモタウロス、乳首をねじ切るのが得意なモンスター、ナンヨネ）
- 豚のレバーは加熱しろ（若い衆、警備）
- 婚約破棄された令嬢を拾った俺が、イケナイことを教え込む（竜人）
- 冒険者になりたいと都に出て行った娘がSランクになってた

2024年
- 結婚指輪物語（田中）
- BEYBLADE X（男性客）
- 喧嘩独学（店員）
- WIND BREAKER
- 出来損ないと呼ばれた元英雄は、実家から追放されたので好き勝手に生きることにした（騎士の声、民衆、エルフの男、兵士）
- THE NEW GATE（盗賊）
- Lv2からチートだった元勇者候補のまったり異世界ライフ（自警団の男②）
- 2.5次元の誘惑（男性客A）
- なぜ僕の世界を誰も覚えていないのか?（ウルザ兵）
- 嘆きの亡霊は引退したい（ダッタラ、ゲンカイ、ヘリアン、アドリア、ジャスター）
- Re:ゼロから始める異世界生活 3rd season（警備員）
- アオのハコ（部員）
- 神之塔 -Tower of God- 工房戦（レッグ）
- トリリオンゲーム（TSUBAKI）
- 魔王2099（通行人H）
- ぷにるはかわいいスライム（生徒）

2025年
- 沖縄で好きになった子が方言すぎてツラすぎる（比嘉）
- どうせ、恋してしまうんだ。（星川周吾）
- 青の祓魔師 終夜篇（祓魔師）
- SAKAMOTO DAYS（男） - 2シリーズ
- キミとアイドルプリキュア♪（書店員、コンクールの出演者、喫茶グリッターの客、研究会会員、ジョウ 他）
- 戦隊レッド 異世界で冒険者になる（反抗軍メンバー）
- わたしの幸せな結婚
- グリザイア:ファントムトリガー（TFA兵士A）
- ボールパークでつかまえて!（村田）
- えぶりでいホスト（モブホスト、ウェーイくん、太一、友人の夫）
- GUILTY GEAR STRIVE: DUAL RULERS（男）
- ちょっとだけ愛が重いダークエルフが異世界から追いかけてきた（男子学生）
- 履いてください、鷹峰さん（男子生徒E、男子生徒B、男子生徒D）
- 9-nine- Ruler’s Crown（男子生徒A）
- CITY THE ANIMATION（安達太良良太、横尾〈弟〉、とんきち）
- 水属性の魔法使い（ニムル、ダン）
- ブスに花束を。（男子生徒）
- よふかしのうた Season2（酔っ払い）
- 地球のラテール（アラビアオリックス〈オス〉）
- 姫騎士は蛮族の嫁（ヴェーオル）

### 劇場アニメ
- 劇場版 Fate/kaleid liner プリズマ☆イリヤ 雪下の誓い（2017年、町人）
- ANEMONE/交響詩篇エウレカセブン ハイエボリューション（2018年）
- 劇場版 幼女戦記（2019年、兵士）
- 映画 さよなら私のクラマー ファーストタッチ（2021年、岡宗）
- ONE PIECE FILM RED（2022年）
- 劇場版ツルネ -はじまりの一射-（2022年、湯島薫）
- ヴァージン・パンク Clockwork Girl（2025年、園児[7]）
- KING OF PRISM-Your Endless Call-み〜んなきらめけ!プリズム☆ツアーズ（2025年、天下右京）

### Webアニメ
- モンソニ! ダルタニャンのアイドル宣言（2017年、観客）
- 焼肉店センゴク（2017年、大山ソウジ / モップ[8]）
- 神酒ノ尊-ミキノミコト-（2018年 - 2019年、獺祭[9][10])
- みるタイツ（2019年、生徒）

### ゲーム
2015年
- トワイライトロア（ハンメル）

2016年
- 逆転オセロニア（アルカード）
- 幻獣契約クリプトラクト（ゲイル）
- サウザンドメモリーズ（ラゴウ、撫葉の風忍ミヤビ）

2017年
- デスティニーオブクラウン

2018年
- 共闘ことばRPG コトダマン（2018年 - 2019年、ビヒモスヤァ、サード、コーラル、ハデニエル、グノ鵜シス、シグルイーグル、ク錆ビ、カオスヤァ）
- グランドチェイス-次元の追跡者-（ドッチ）
- ピオフィオーレの晩鐘（リー・シーシャン）
- KING OF PRISM プリズムラッシュ!LIVE（天下右京）

2019年
- モンスターストライク（2019年 - 2021年、ジパング、ウィロー）

2020年
- ピオフィオーレの晩鐘 -Episodio1926-（リー・シーシャン）

2022年
- SDガンダム バトルアライアンス（ジオン兵A、ティターンズ指揮官B、連合指揮官〈SEED DES〉B、鉄華団員B）

2023年
- 爆裂！スイーツランド - PANIC IN SWEETS LAND -（ゲータ、サンディ）

2024年
- ユニコーンオーバーロード（セザール、傭兵（タイプE）/ NPC）

### ドラマCD
- 気まぐれなジャガー（2017年、ミキ[23]）
- フロウフルレメディ（2024年、カメラマン[24]）
- 青と碧 BLCDコレクション（2024年、陸部の同期[25]）

### 吹き替え
- 今、私たちの学校は…（2022年、チャン・ウジン〈ソン・サンヨン〉[26]）
- 龍族 -The Blazing Dawn-（2024年、三等航海士、航海士）

### オーディオブック
- 悪人 上巻・下巻（2017年、林完治）
- 妹さえいればいい。 全14巻（2019年 - 2020年、朗読）

### デジタルコミック
- ルリドラゴン（2022年、担任の先生[27]）
- 引きこもり令嬢は話のわかる聖獣番（2022年、サイラス・エイカー[28]）
- 踏んだり、蹴ったり、愛したり（2022年、洋介、他[29]）
- 朝まで延長希望です（2023年、槙也[30]）
- 災禍の神は願わない（2023年、セト[31]）
- ブラッドナイトマーケット（2023年、百舌鳥[32]）
- 鵺の陰陽師（2023年、願瀬横道）
- 事故物件と幼なじみ（2024年、歩[33]）

### その他コンテンツ
- 神神化身（2020年 - 、八谷戸遠流[34]）

## ディスコグラフィ

### キャラクターソング
| 発売日         | 商品名                                                  | 歌 | 楽曲                                      | 備考                                                 |
| -------------- | ------------------------------------------------------- | --- | ----------------------------------------- | ---------------------------------------------------- |
| 2019年3月13日  | KING OF PRISM RUSH SONG COLLECTION -STAR MASQUERADE-    | 天下左京（福西勝也）、天下右京（猪股慧士） | 「Crossing Labyrinth」                    | ゲーム『KING OF PRISM プリズムラッシュ！LIVE』関連曲 |
| 2020年7月24日  | 春夏秋冬、宵の宴                                        | 越乃寒梅（高橋広樹）、玉乃光（新井良平）、澤乃井（松風雅也）、金亀（竹本英史）、れいざん（阿座上洋平）、出羽桜（三浦祥朗）、國稀（高城元気）、獺祭（猪股慧士） | 「春夏秋冬、宵の宴」                      | 『神酒ノ尊-ミキノミコト-』テーマソング               |
| 2020年12月16日 | 神神化身 -Dance and Music for KAMI- 櫛魂衆 舞奏曲集・壱 | 六原三言（福原かつみ）、八谷戸遠流（猪股慧士）、九条比鷺（葉山翔太）、皋所縁（北山恭祐）、昏見有貴（竹田海渡）、萬燈夜帳（阿座上洋平）                         | 「円環之歌」                              | 『神神化身』関連曲                                   |
| 2020年12月16日 | 神神化身 -Dance and Music for KAMI- 櫛魂衆 舞奏曲集・壱 | 六原三言（福原かつみ）、八谷戸遠流（猪股慧士）、九条比鷺（葉山翔太）                                                                                           | 「円環之歌 櫛魂衆ver.」 「虹霓」          | 『神神化身』関連曲                                   |
| 2021年1月8日   | KING OF PRISM BEST ALBUM "Music Goes On!"               | 一条シン（寺島惇太）、天下左京（福西勝也）、天下右京（猪股慧士）、レヴォントゥレット・ニッカネン（宮瀬尚也）                                                   | 「煌めきの彼方へ 〜エーデルローズ校歌〜」 | ゲーム『KING OF PRISM プリズムラッシュ！LIVE』関連曲 |

### シリーズ一覧
1. ↑  第1期『-風舞高校弓道部-』（2018年）、第2期『-つながりの一射-』（2023年）
2. ↑  第1期（2019年）、第2期『かぐや様は告らせたい？〜天才たちの恋愛頭脳戦〜』（2020年）
3. ↑  第1期（2019年）、第3期『参ノ章』第1クール（2025年）
4. ↑  第2期第1部（2021年）、第3期（2024年）
5. ↑  第一部（2021年）、第二部（2022年）
6. ↑  1st season（2022年）、2nd season（2023年）
7. ↑  第3期（2023年）、第4期（2025年）
8. ↑  第1クール（2025年）、第2クール（2025年）

### 初出話一覧
1. 1 2  第3期『参ノ章』 第1話初出
2. ↑  第1期 第7話初出
3. 1 2  第39話初出
4. ↑  第27話初出
5. ↑  第28話初出
6. ↑  第29話初出
7. 1 2 3 4 5 6 7 8 9  第1話初出
8. ↑  第21話初出
9. 1 2 3 4 5 6 7  第3話初出
10. 1 2 3 4 5  第4話初出
11. 1 2 3 4 5 6  第5話初出
12. ↑  第8話初出
13. 1 2 3 4  第11話初出
14. 1 2 3  第6話初出
15. 1 2  第9話初出
16. 1 2 3 4  第2話初出
17. 1 2 3  第7話初出
18. 1 2  第10話初出
19. ↑  第53話初出
20. ↑  第18話初出
21. ↑  第15話初出
22. 1 2  第19話初出
23. ↑  第12話初出